# Lilla parlamentet
Lilla parlamentet (finska: Pikkuparlamentti), är en byggnad i Helsingfors, som är ett annex till Riksdagshuset. Det inrymmer kontor för omkring ett hundra riksdagsledamöter.
Lilla parlamentet ritades av Pekka Helin och uppfördes 2004 på en triangulär granntomt till Riksdagshustomten, mellan Arkadiagatan, Mannerheimvägen och det tidigare schaktet för Helsingfors hamnjärnväg, numera fotgängar- och cykelstråket Banan.
I byggnaden används olika slags trä och sten, till exempel björk, lönn och tall samt granit, som brutits på ett antal olika platser i Finland. 
Namnet Lilla parlamentet/Pikkuparlamentti kommer från en tidigare restaurangbyggnad, som 1973 uppfördes på platsen. 

## Lilla parlamentets park
Framför byggnaden, mellan Lilla parlamentet och Mannerheimvägen, anlades 2005 Lilla parlamentets park. Inför riksdagens 100-årsjubileum 2007 avtäcktes där minnesmärket Gångna riddare av Eila Hiltunen, som skapades 1982. Den abstrakta skulpturen är gjord av rostfritt stål och står på en granitsockel. Den är ett minnesmärke över allmän och lika rösträtt. Initiativet till ett minnesmärke togs 2003 av Kvinnoorganisationernas Centralförbund för att uppmärksamma att de 19 första kvinnliga riksdagsledamöterna i Finland valdes in 1907. Vid skulpturen finns en platta med inskriptionen "Din röst - din lag. Hundra år av finländskt folkvälde".
Framför byggnaden finns också Jukka Lehtinens stålskulptur Smultronstället från 2007 (på finska Oma maa mansikka, "Där jordgubbarna växer") från 2007.
Ett minnesmärke över Mauno Koivisto har planerats i Lilla parlamentets park att avtäckas på 100-årsdagen av Koivistos födelse den 25 november 2023. En tävling 2019–2020 vanns av Kirsi Kaulanen med verket Välittäjä (Medlaren).

## Bildgalleri

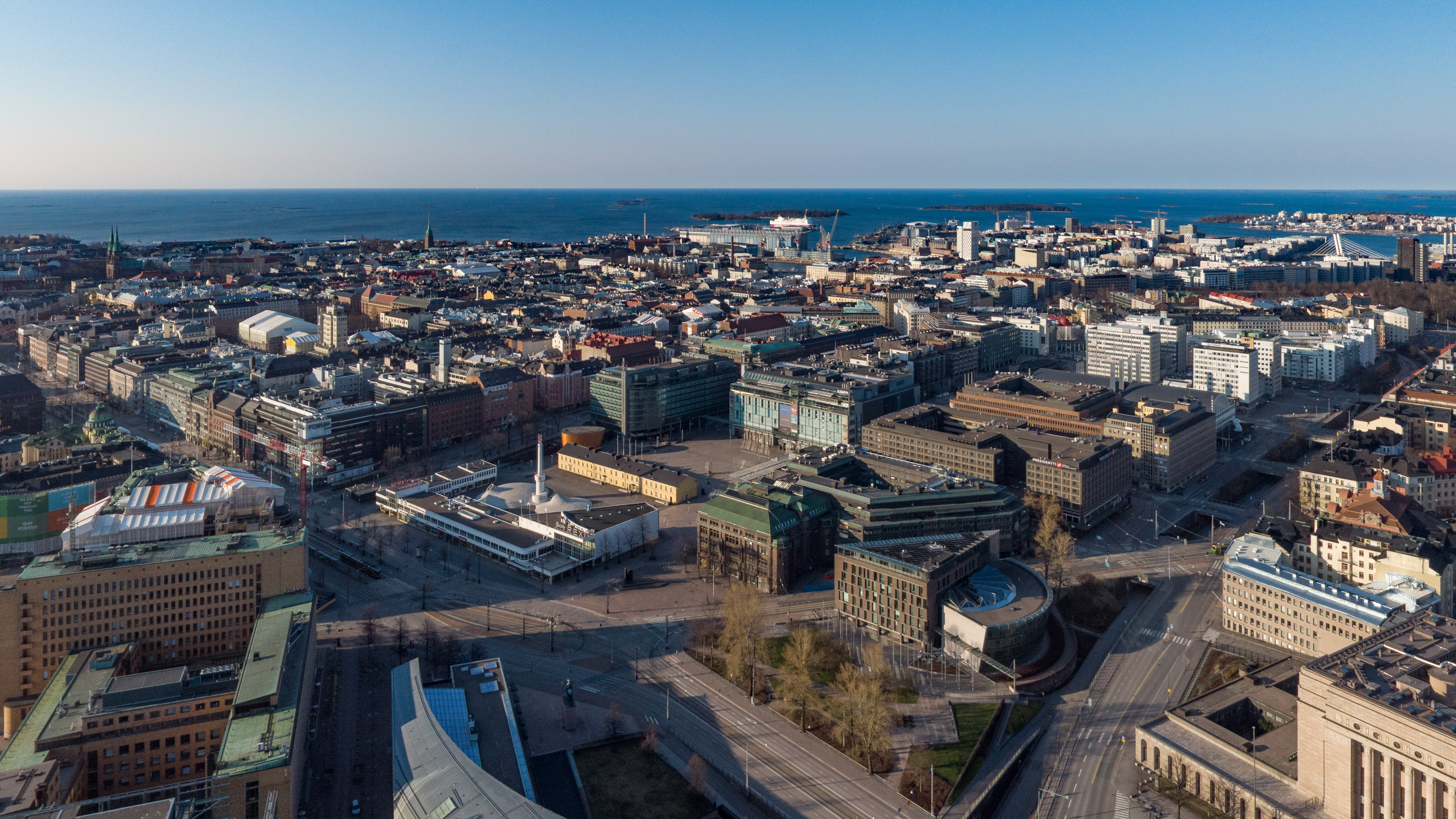
Flygbild mot sydväst, med Mannerheimvägen och Paasikiviplatsen i förgrunden, 2020
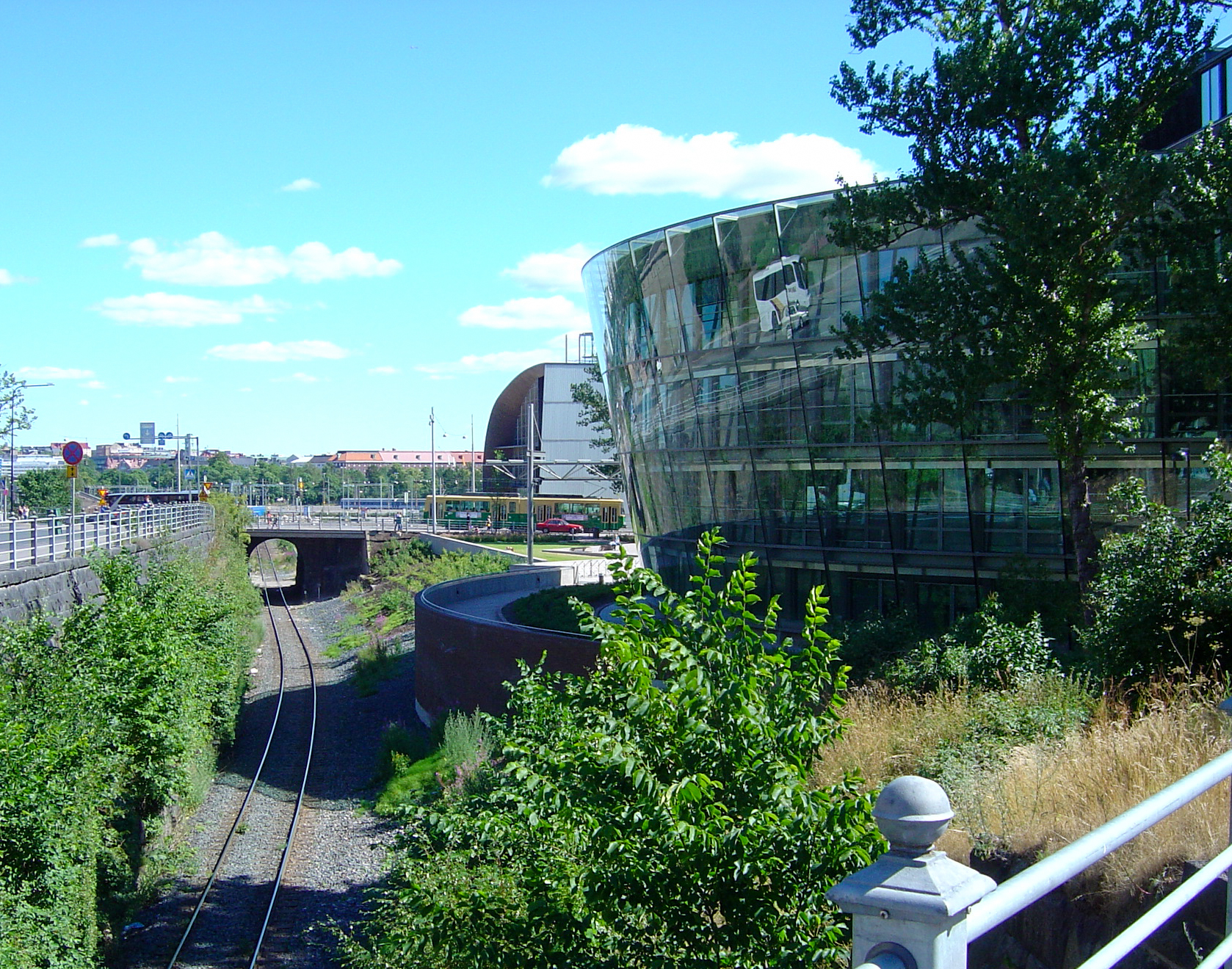
Östra sidan av Lilla parlamentet, med Banan, 2006
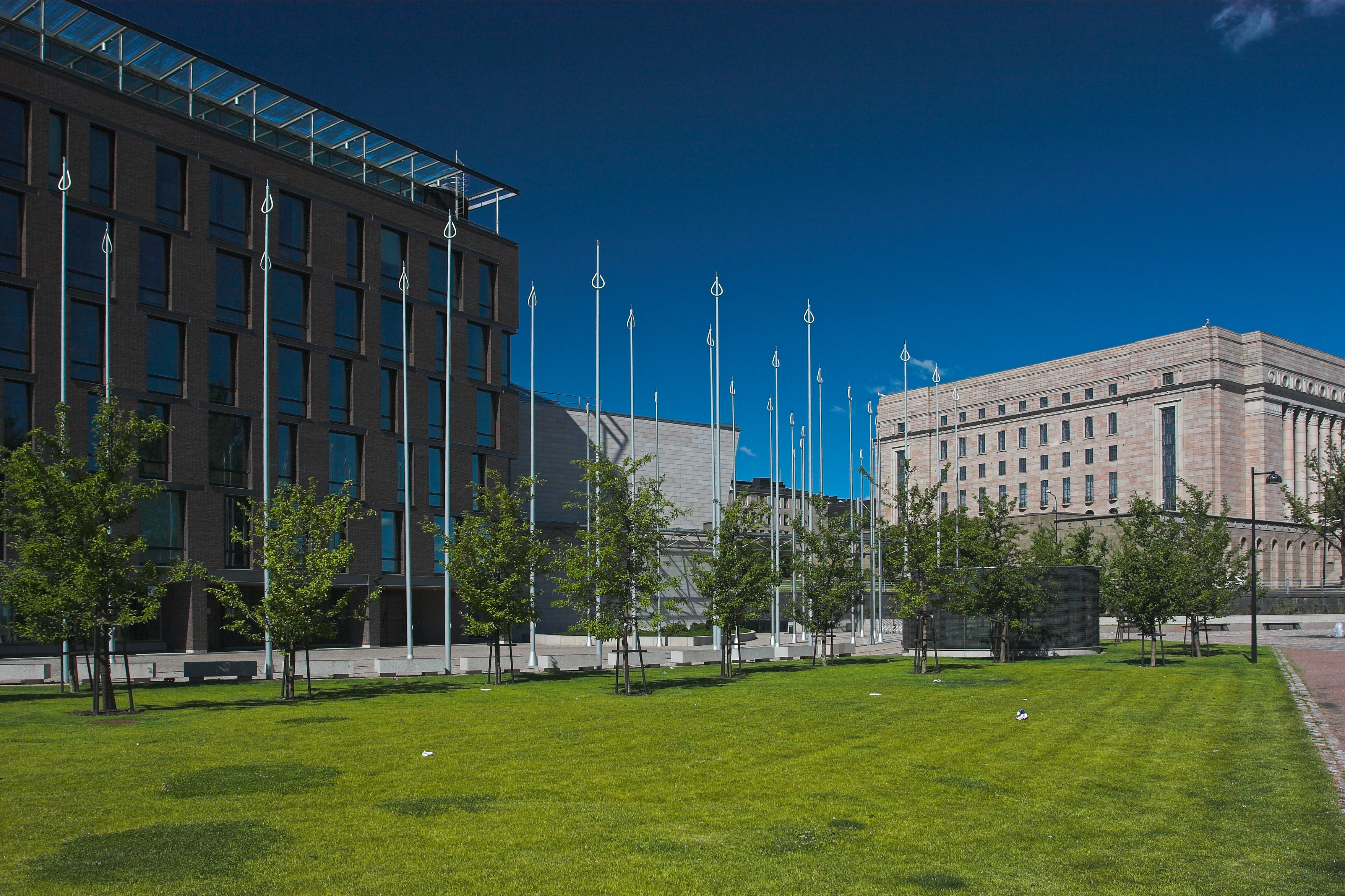
Lilla parlamentets park
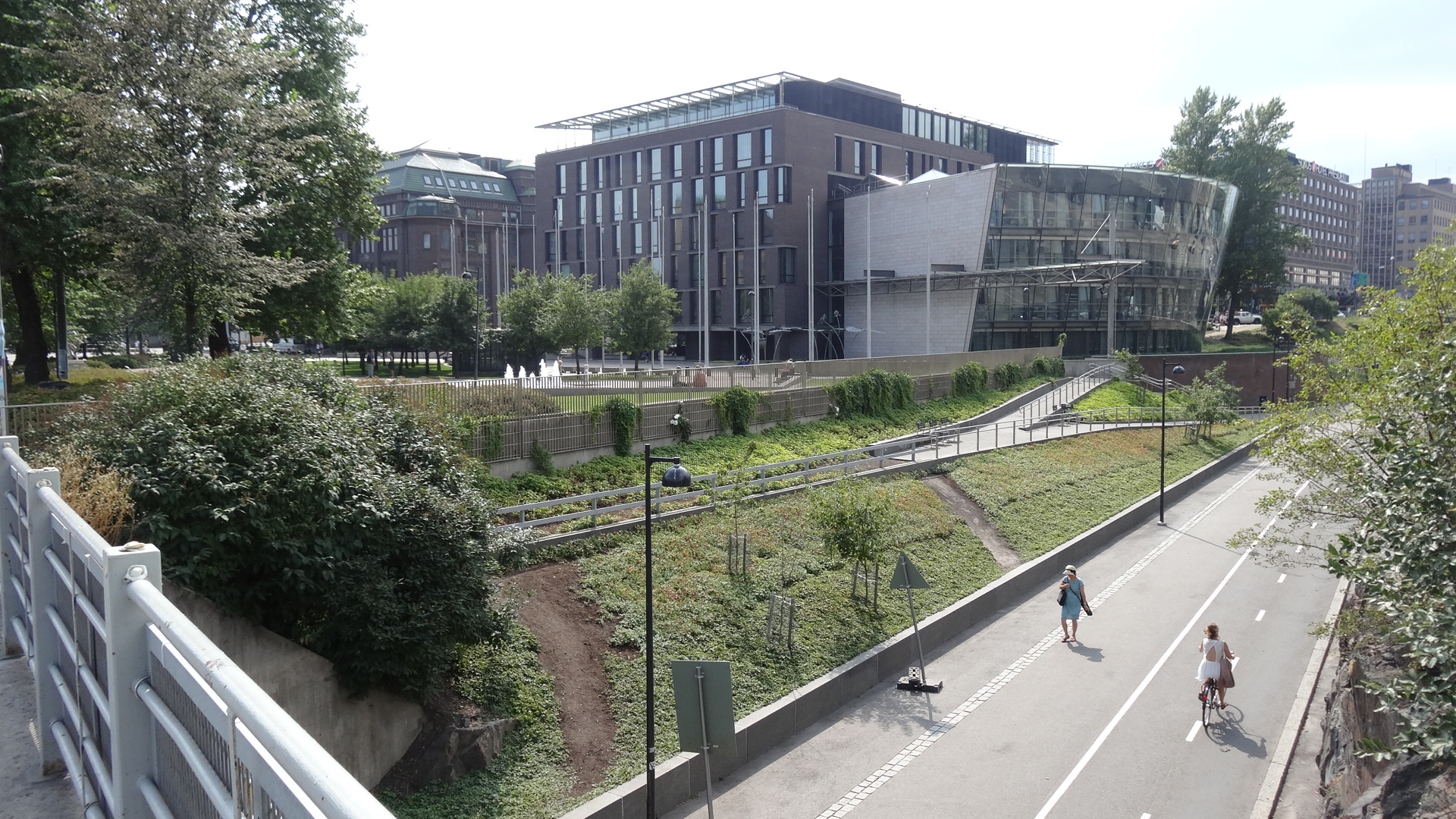
Parken framför Lilla parlamentet och Banan, 2014
Interiör
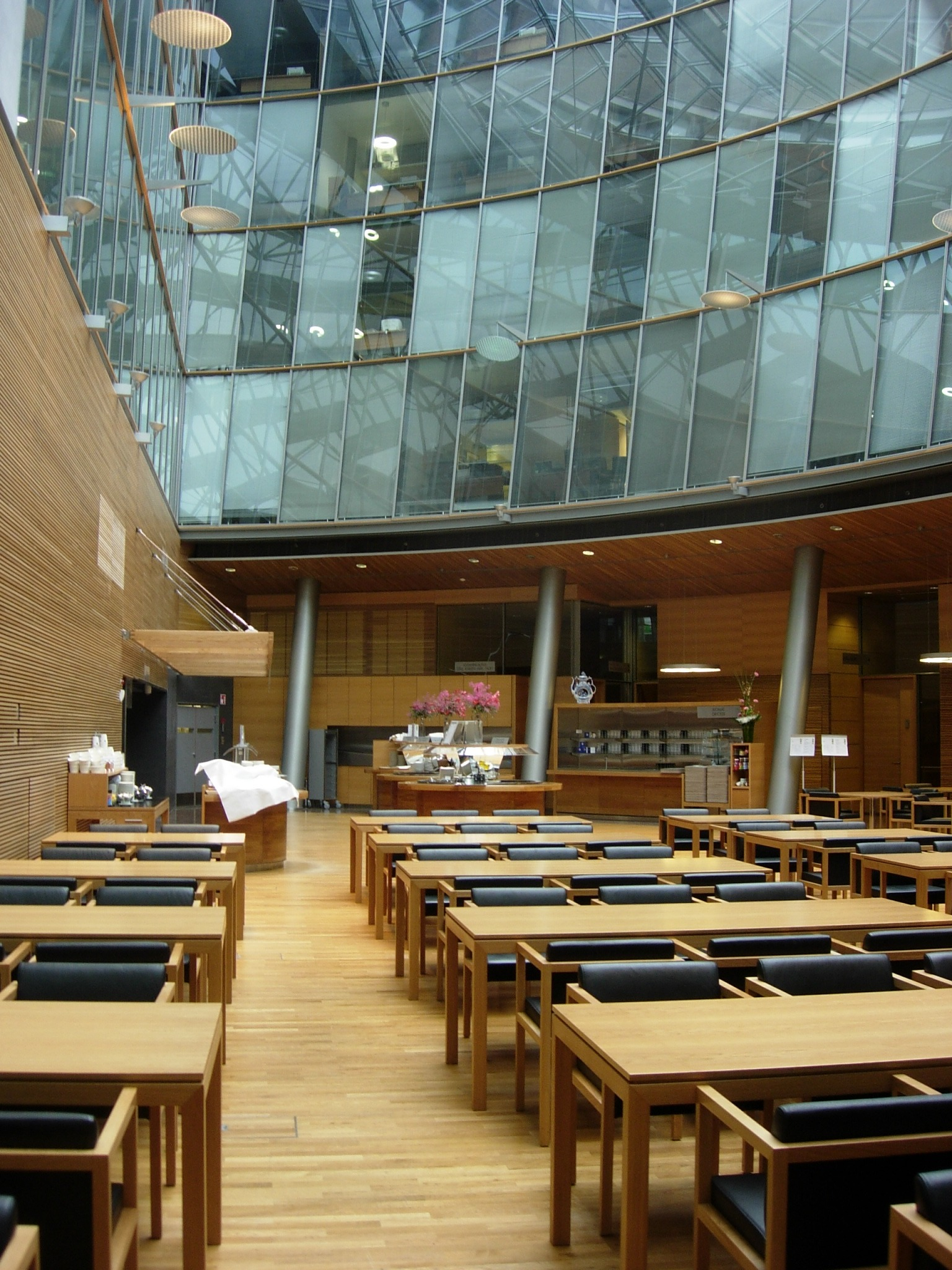
Matsalen
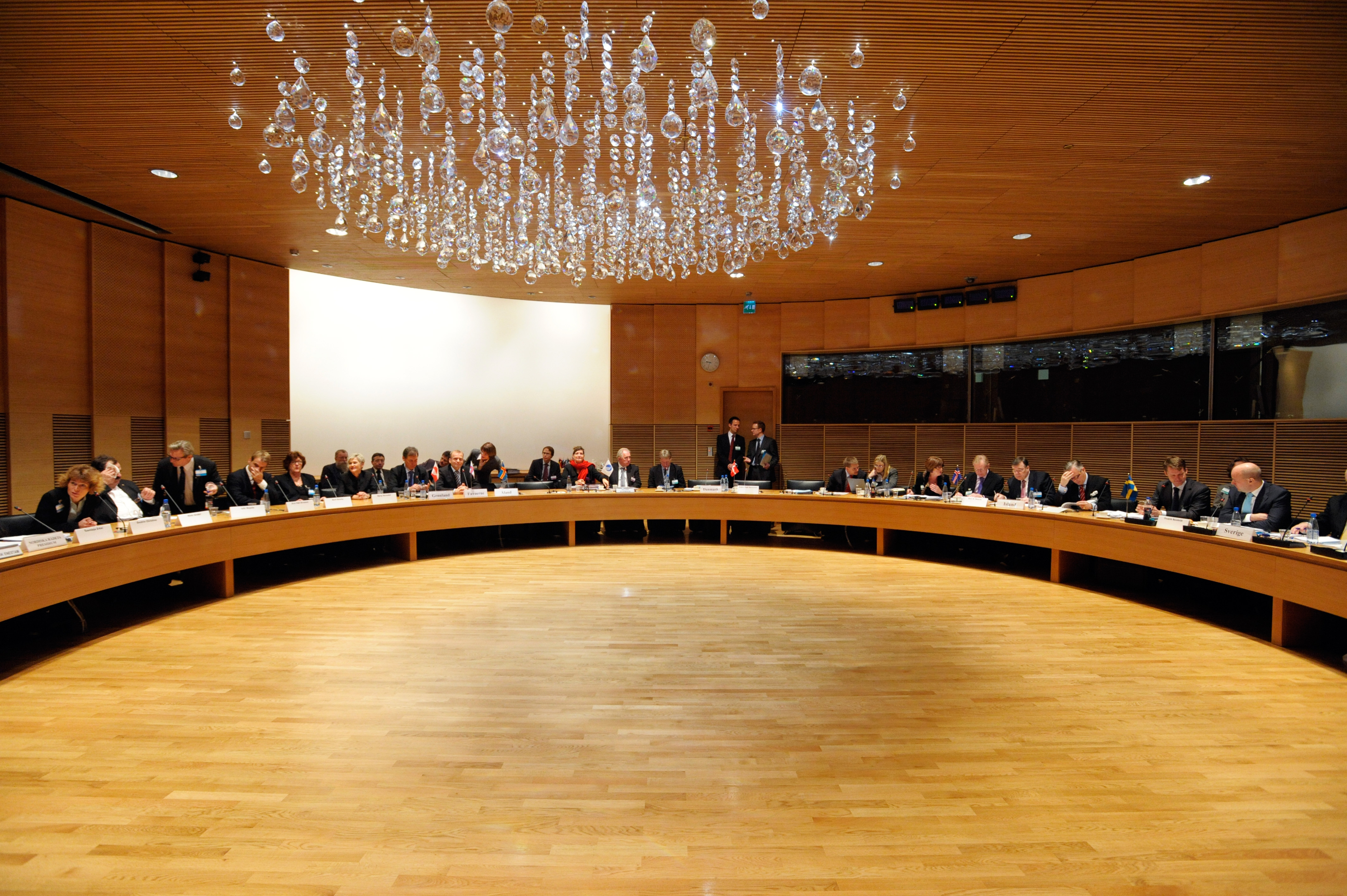
Möteslokal, med Nordiska rådets presidium, 2008
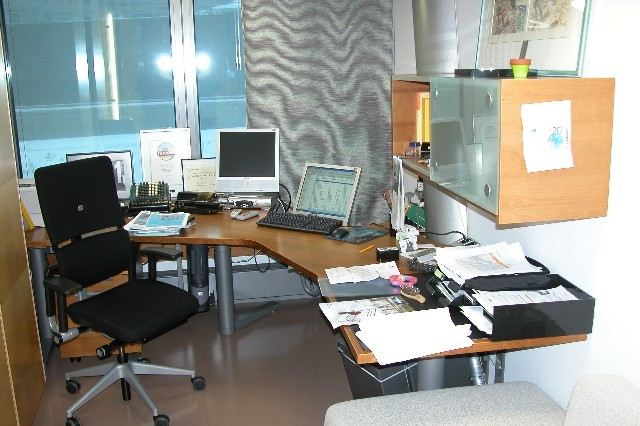
Kontorsrum för riksdagsledamot